# مرونه
مرونه (به ایتالیایی: Merone) یک کومونه در ایتالیا است که در استان کومو واقع شده‌است. مرونه ۳٫۲ کیلومتر مربع مساحت و ۴٬۱۹۵ نفر جمعیت دارد و ۲۸۰ متر بالاتر از سطح دریا واقع شده‌است.

## خواهرخوانده
شهر Noyarey خواهرخواندهٔ مرونه هست.